# Scherma alla XXX Universiade
Il torneo di scherma della XXX Universiade si è svolto al CUS di Salerno dal 4 al 9 luglio 2019.

## Podi

### Uomini
| Evento                          | Oro                                                                   | Argento                                                               | Bronzo                                                                           |
| Fioretto individuale (dettagli) | Damiano Rosatelli                                                     | Guillaume Bianchi                                                     | Meddy Elice                                                                      |
| Fioretto individuale (dettagli) | Damiano Rosatelli                                                     | Guillaume Bianchi                                                     | Yūto Ueno                                                                        |
| Sciabola individuale (dettagli) | Oh Sang-uk                                                            | Frederic Kindler                                                      | Matteo Neri                                                                      |
| Sciabola individuale (dettagli) | Oh Sang-uk                                                            | Frederic Kindler                                                      | Răzvan Ursachi                                                                   |
| Spada individuale (dettagli)    | Martin Rubeš                                                          | Dmitriy Gusev                                                         | Jang Hyo-min                                                                     |
| Spada individuale (dettagli)    | Martin Rubeš                                                          | Dmitriy Gusev                                                         | Wojciech Kolańczyk                                                               |
| Fioretto a squadre (dettagli)   | Italia Guillaume Bianchi Francesco Ingargiola Damiano Rosatelli       | Corea del Sud Choi Min-seo Jang Hyo-min Seo Jung-min Seo Myeong-cheol | Russia Iskander Akhmetov Alan Fardzinov Askar Khamzin Gregoryi Semenyuk          |
| Sciabola a squadre (dettagli)   | Corea del Sud Choi Min-seo Jeong Han-gil Jung Jae-seung Oh Sang-uk    | Germania Raoul Bonah Lorenz Kempf Frederic Kindler                    | Francia Jean-Philippe Patrice Sébastien Patrice Maxime Pianfetti Wallerand Roger |
| Spada a squadre (dettagli)      | Corea del Sud Jang Hyo-min Jang Min-hyeok Lee Seung-hyun Seo Jung-min | Russia Alan Fardzinov Dmitriy Gusev Dmitrii Shvelidze Artem Tselyshev | Italia Lorenzo Buzzi Valerio Cuomo Federico Vismara                              |

### Donne
| Evento                          | Oro                                                                    | Argento                                                                       | Bronzo                                                                    |
| Fioretto individuale (dettagli) | Erica Cipressa                                                         | Morgane Patru                                                                 | Camilla Mancini                                                           |
| Fioretto individuale (dettagli) | Erica Cipressa                                                         | Morgane Patru                                                                 | Mălina Călugăreanu                                                        |
| Sciabola individuale (dettagli) | Sara Balzer                                                            | Lucia Lucarini                                                                | Jeon Su-in                                                                |
| Sciabola individuale (dettagli) | Sara Balzer                                                            | Lucia Lucarini                                                                | Michela Battiston                                                         |
| Spada individuale (dettagli)    | Alexandra Louis-Marie                                                  | Evgeniya Zharkova                                                             | Nickol Tal                                                                |
| Spada individuale (dettagli)    | Alexandra Louis-Marie                                                  | Evgeniya Zharkova                                                             | Roberta Marzani                                                           |
| Fioretto a squadre (dettagli)   | Italia Erica Cipressa Camilla Mancini Martina Sinigalia                | Russia Olga Batenina Oksana Martinez Jauregui Daria Martynyuk Maria Melnikova | Francia Rozène Castanié Constance Catarzi Morgane Patru Margaux Rifkiss   |
| Sciabola a squadre (dettagli)   | Italia Michela Battiston Rebecca Gargano Lucia Lucarini                | Francia Sara Balzer Rozène Castanié Sarah Noutcha Margaux Rifkiss             | Corea del Sud Hong Ha-eun Jeon Su-in Kim Jeong-mi Ko Chae-yeong           |
| Spada a squadre (dettagli)      | Russia Anna Koroleva Daria Matynyuk Maria Obraztsova Evgeniya Zharkova | Italia Eleonora De Marchi Nicol Foietta Roberta Marzani                       | Polonia Anna Maria Mroszczak Kamila Pykta Martyna Zwatowska Jagoda Zagała |

## Medagliere
| Pos.   | Paese         |    |    |    | Totale |
| ------ | ------------- | -- | -- | -- | ------ |
| 1      | Italia        | 5  | 3  | 5  | 13     |
| 2      | Corea del Sud | 3  | 1  | 3  | 7      |
| 3      | Francia       | 2  | 2  | 3  | 7      |
| 4      | Russia        | 1  | 4  | 1  | 6      |
| 5      | Rep. Ceca     | 1  | 0  | 0  | 1      |
| 6      | Germania      | 0  | 2  | 0  | 2      |
| 7      | Polonia       | 0  | 0  | 2  | 2      |
| 7      | Romania       | 0  | 0  | 2  | 2      |
| 9      | Giappone      | 0  | 0  | 1  | 1      |
| 9      | Israele       | 0  | 0  | 1  | 1      |
| Totale | Totale        | 12 | 12 | 18 | 42     |